# Молетт, Жан-Батист
Жан-Батист де Молетт де Моранжиес (фр. Jean-Baptiste de Molette de Morangiès; 1758—1827) — французский военный деятель, бригадный генерал (1801 год), барон (1813 год), участник революционных и наполеоновских войн. Имя генерала выбито на Триумфальной арке в Париже.

## Биография
Родился в дворянской семье Франсуа де Молетта де Моранжиеса (фр. Francois de Molette de Morangiès; 1719—1797) и Аньес Орьоль (фр. Agnes Oriol; 1726—179). Поступил в Лангедокский полк кадетом 15 июня 1775 года и стал младшим лейтенантом того же корпуса 27 августа 1778 года. Лейтенант 29 декабря 1785 года. 12 января 1792 года он был назначен капитаном и возглавил роту фузилеров в 51-м пехотном полку. С 10 мая 1792 года командовал ротой гренадеров. Участвовал в кампаниях 1792-97 годов в составе Итальянской армии. 11 ноября 1793 года переведён в 101-ю боевую полубригаду, которая 28 февраля 1796 года влилась в 84-ю полубригаду линейной пехоты, а 29 мая 1796 года стала 25-й линейной. 30 июня 1795 года женился в Ницце на Аньес Кастеллинар (фр. Agnès Castellinard; 1769—). Командовал батальоном, составлявшим авангард дивизии Массена. Был ранен пулей при осаде Милана. 29 июля 1796 года захвачен в плен австрийцами под Брешией, но вскоре получил свободу. Он несколько раз отличился своей храбростью. 12 ноября 1796 года был назначен командиром батальона на поле боя главнокомандующим Наполеоном Бонапартом в битве при Кальдьеро. 21 декабря 1796 года получил под своё начало батальон 25-й линейной полубригады. В 1798 году определён в состав Восточной армии и принял участие в Египетской экспедиции. 13 мая 1799 года произведён в полковник и назначен командиром 18-й линейной полубригады. Участвовал в Сирийском походе. 15 мая 1799 года ранен пулей в ходе осады Акры. 25 июля 1799 года в сражении при Абукире пуля раздробила ему правую руку. 21 марта 1801 года в битве при Александрии новый выстрел попал ему в левую руку. 24 мая 1801 года произведён генералом Мену в бригадные генералы. 4 декабря 1801 года назначен комендантом Гренобля. 24 марта 1803 года стал командующим департамента Нижние Альпы. 18 июля 1805 года получил должность коменданта Генуи. 29 января 1808 года возглавил департамент Генуя. 11 ноября 1812 года стал командиром 14-й бригады Национальной гвардии. 18 мая 1813 года – командующий департамента Уазы. 25 ноября 1813 года был назначен командующим департамента Генуя. Оставил этот пост вследствие соглашения, заключённого лордом Бентингом и генералом Фрезья 21 апреля 1814 года. С 26 апреля 1814 года под началом маршала Массена возглавлял войска гарнизонов 28-го военного округа, возвращающиеся во Францию. 7 ноября стал комендантом округа Драгиньян в департаменте Вар. Во время «Ста дней» продолжал занимать ту же долнжость. 1 июня 1815 года генерал Вердье вызвал его в Марсель, чтобы он возглавил организацию Национальной гвардии 8-го военного округа вместо генерала Мутон-Дюверне. Позднее был назначен маршалом Брюном главнокомандующим тремя элитными батальонами департаментов Вар и Нижние Альпы, отставными батальонами Изера и Буш-дю-Рона и национальной гвардии Тулона: эти различные корпуса были распущены 31 июля. 4 сентября 1815 года вышел в отставку. Умер 21 мая 1827 года в возрасте 68 лет.

## Воинские звания
- Кадет (15 июня 1775 года);
- Младший лейтенант (27 августа 1778 года);
- Лейтенант (29 декабря 1785 года);
- Капитан (12 января 1792 года);
- Командир батальона (12 ноября 1796 года);
- Полковник (13 мая 1799 года);
- Бригадный генерал (24 мая 1801 года, утверждён 30 ноября 1801 года).

## Титулы
- Барон Моранжиес и Империи (фр. baron Morangiès et de l'Empire; декрет от 30 июня 1811 года, патент подтверждён 1 января 1813 года в Париже)[2][3].

## Награды
Легионер ордена Почётного легиона (11 декабря 1803 года)
 Коммандан ордена Почётного легиона (14 июня 1804 года)
 Кавалер Военного ордена Святого Людовика (11 сентября 1814 года)